# نيوترونيوم

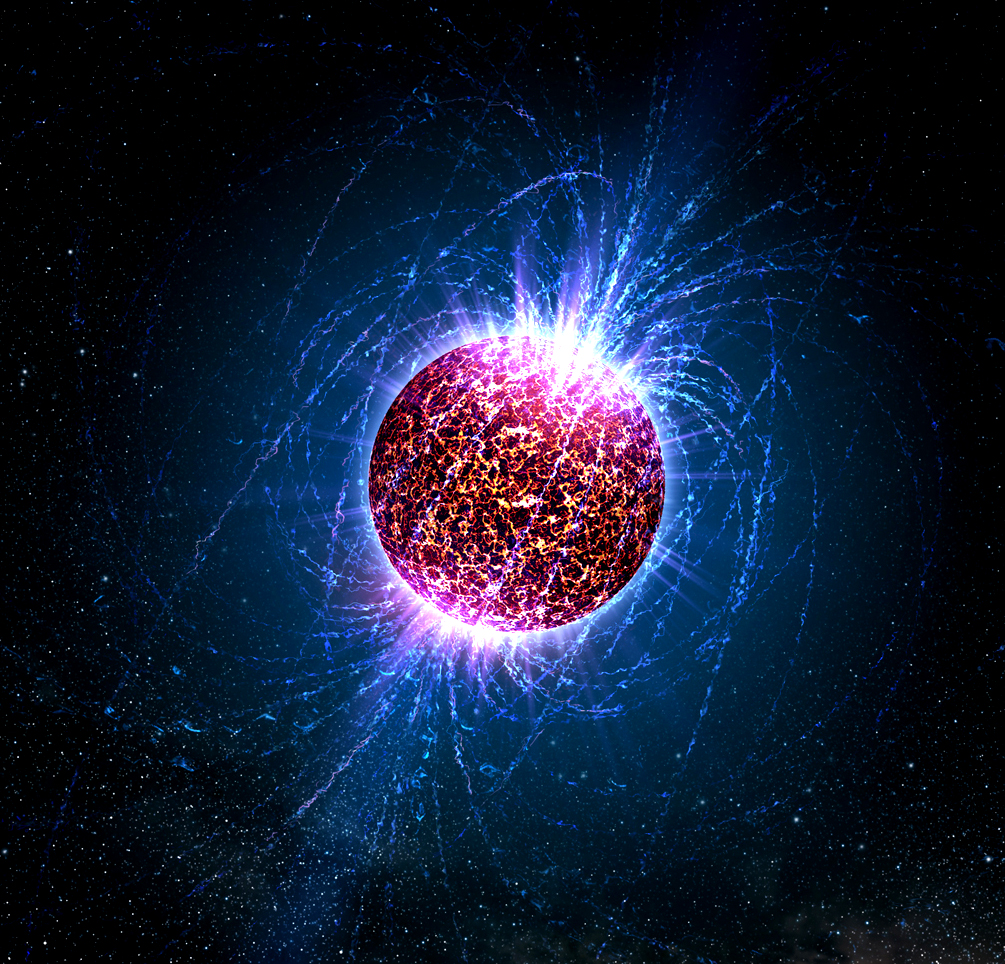

النيوترونيوم  (بالإنجليزية: Neutronium)‏ (ويختصر أحيانا neutrium).هو اسم مقترح لمادة أفتراضية تتكون حصريا من النيوترونات.وقد صاغ هذه الكلمة العالم أندرياس فون أنتروبوف في عام 1926 (قبل اكتشاف النيوترون) لجسيم دون ذري وضعه على رأس الجدول الدوري.
لا يستخدم هذا المصطلح في الفيزياء الفلكية الرسمية، ولكن يظهر بانتظام في الخيال العلمي والأدب الشعبي للإشارة إلى مرحلة كثيفة جدا من المادة تتكون أساسا من النيوترونات.
ومع ذلك، فقد تغير معنى المصطلح بمرور الوقت، ومن النصف الأخير من القرن العشرين فصاعدا، استخدم المصطلح أيضا بشكل شرعي للإشارة إلى المواد الكثيفة للغاية التي تشبه المادة النيوترونية المتحولة التي يفترض وجودها في نوى النجوم النيوترونية عند افتراض أن المواد الأساسية للنجم النيوتروني تتكون في معظمها من النيوترونات الحرة، يشار إليها عادة باسم المادة النيوترونية المتحولة في المطبوعات العلمية.

## النيوترونيوم والنجوم النيوترونية
يستخدم النيوترونيوم في أدبيات الفيزياء الشعبية للإشارة إلى المادة الموجودة في قلب النجوم النيوترونية (تكون هذه النجوم ضخمة جدًا ولا يمكن دعمها بضغط الانحلال الإلكتروني. تنتقل هذه النجوم إلى مرحلة أكثر كثافة من المادة). نادرًا ما يستخدم هذا المصطلح في الأدبيات العلمية لثلاثة أسباب: هناك تعريفات متعددة لمصطلح «النيوترونيوم»؛ يوجد قدر كبير من الشك حول المادة المتواجدة في داخل النجوم النيوترونية (قد تكون مادة متحللة- نيوترونية، أو مادة غريبة، أو مادة كوارك، أو نوع مختلف أو مزيج مما سبق)؛ يجب أن تعتمد خواص المادة النجمية النيوترونية على العمق بسبب الضغط المتغير (انظر أدناه)، وليس من المتوقع وجود حدود حادة بين القشرة (تتكون أساسًا من النوى الذرية) والطبقة الداخلية الخالية من البروتونات تقريبًا.
عندما يُفترض أن المواد الأساسية للنجوم النيوترونية تتكون في معظمها من نيوترونات حرة يشار إليها عادةً باسم المادة المتحللة- النيوترونية في الأدبيات العلمية.

## النيوترونيوم والجدول الدوري
صاغ أندرياس فون أنتروف مصطلح «النيوترونيوم» في عام 1926، لوصف شكل تخميني من مادة تتكون من نيوترونات فقط -بدون بروتونات أو إلكترونات- وضعها كعنصر كيميائي برقم ذري يساوي الصفر على رأس نسخته الجديدة من الجدول الدوري. وضع لاحقًا في وسط العديد من التمثيلات الحلزونية للنظام الدوري لتصنيف العناصر الكيميائية كتلك الخاصة بتشارلز جانيت (1928)، إ. إيمرسون (1944)، جون كلارك (1950)، وفي المجرة الكيميائية لفيليب ستيوارت (2005).
لا يستخدم المصطلح في الأدبيات العلمية (لا كشكل مكثف من المادة، ولا كعنصر)، ومع ذلك يوجد تقارير تفيد أنه -بالإضافة إلى النيوترون الحر- قد يكون هناك شكلان مقيدان من النيوترونات بدون بروتونات. إذا اعتبرت النيوترونيوم عنصرًا، فيمكن اعتبار مجموعات الكتل النيوترونية هذه هي نظائر هذا العنصر. ومع ذلك، لم يتم إثبات هذا الأمر.
- النيوترون الأحادي: يخضع نيوترون معزول إلى تحلل بيتا بعمر متوسط يقارب 15 دقيقة (نصف عمره حوالي 10 دقائق) ليصبح بروتون (نواة الهيدروجين) وإلكترون ومضاد نيوترينو.
- النيوترون الثنائي: لوحظ أنه يحتوي على اثنين من النيوترونات، كما لوحظ بشكل لا لبس فيه في عام 2012 في تحلل البريليوم -16.[7][8] هو ليس جسيم محدود، ولكن تم اقتراحه كحالة قصيرة العمر للغاية تنتج عن التفاعلات النووية التي تتضمن التريتيوم. اقتُرِحَ امتلاكه وجود مؤقت في التفاعلات النووية التي تنتجها الهيليونات (نوى الهيليوم 3 المؤينة بالكامل) والتي تؤدي إلى تكوين بروتون ونواة لها نفس العدد الذري للنواة المستهدفة، ولكن العدد الكتلي أكبر بوحدتين. استُخدِمَت فرضية النيوترون الثنائي في التفاعلات النووية مع نوى خارجية لفترة طويلة.[9] يمكن العثور على عدة تطبيقات للنيوترون الثنائي في التفاعلات النووية في أوراق المراجعة.[10] وقد ثبت أن وجودها وثيق الصلة بالتركيب النووي للنويات الخارجية.[11] لا يتحدد نظام مكون من اثنين فقط من النيوترونات، على الرغم من أن الجاذبية بينهما تكاد تكون كافية لجعلها كذلك.[12] يمتلك هذا بعض العواقب على التخليق النووي، ووفرة العناصر الكيميائية.[10][13]
- النيوترون الثلاثي: لم يتم اكتشاف حالة نيوترون ثلاثي تتكون من ثلاثة نيوترونات محدودة، وليس من المتوقع أن تكون موجودة حتى لفترة قصيرة.
- النيوترون الرباعي: هو جزيء افتراضي يتكون من أربعة نيوترونات محدودة. لم تكرر التقارير التي تفيد بوجوده.[14]
- النيوترون الخماسي: تشير الحسابات إلى أن حالة النيوترون الخماسي الافتراضية، التي تتكون من مجموعة من خمسة نيوترونات، لن تكون محدودة.[15]

على الرغم من عدم تسمية «النيوترونيوم»، فإن بطاقات المحفظة النووية التابعة للمركز القومي للبيانات النووية تدرج كأول «نظير» لها «عنصر» مع الرمز n والرقم الذري Z = 0 والكتلة رقم A = 1. يوصف هذا النظير بأنه يتحلل إلى العنصر H مع عمر نصف 10.24 ± 0.2 دقيقة.

## الخصائص
المادة النيوترونية مكافئة لعنصر كيميائي برقم ذري يساوي الصفر، وهذا يعني أنه مكافئ لذرات لا تمتلك بروتونات في نواتها الذرية. وهي مادة مشعة للغاية؛ يمتلك النظير المكافئ الوحيد -النيوترون الحر- عمر نصف يبلغ 10 دقائق فقط، وهو ما يعادل نصف عمر النظير المعروف الأكثر استقرارًا للفرنسيوم. تتحلل المادة النيوترونية بسرعة إلى الهيدروجين. وليس للمادة النيوترونية أي بنية إلكترونية بسبب افتقارها الكامل للإلكترونات، ولكن كعنصر مكافئ يمكن تصنيفها كغاز نبيل.
من المفترض أن تظهر المادة النيوترونية كغاز خامل كيميائيًا، وإذا كان من الممكن جمعها معًا سُتعتبر غازًا أو سائلاً بسبب المظهر العام للعناصر الموجودة في عمود الغاز النبيل في الجدول الدوري.
على الرغم من كون عمر النيوترونيوم الطويل يسمح بدراسة خواصها الكيميائية، ولكن يوجد مشاكل عملية هامة في هذا الشأن. نظرًا لعدم وجود شحنة أو إلكترونات، لن يتفاعل النيوترونيوم بقوة مع الفوتونات منخفضة الطاقة العادية (الضوء المرئي)، ولن يشعر بأي قوى كهروستاتيكية، وبالتالي ينتشر عبر جدران معظم الحاويات المصنوعة من مادة عادية. بعض المواد قادرة على مقاومة انتشار أو امتصاص النيوترونات فائقة البرودة بسبب تأثيرات الكم النووي، وخاصة الانعكاس الناجم عن التفاعل القوي. في درجة الحرارة المحيطة -وفي وجود عناصر أخرى- تخضع النيوترونات الحرارية بسهولة لالتقاط النيوترونات لتكون نظائر أثقل (وغالبًا ما تكون مشعة) لهذا العنصر.
يتوقع قانون الغاز المثالي أن تكون المادة النيوترونية عند الضغط ودرجة الحرارة القياسية أقل كثافةً حتى من الهيدروجين، وذلك بكثافة تبلغ 0.045 كغ/ م 3 (أقل 27 مرة تقريبًا من الهواء). وعلى غرار الهيليوم، من المتوقع أن تبقى المادة النيوترونية غازية وصولاً إلى الصفر المطلق عند الضغوط العادية، لأن طاقة نقطة الصفر في النظام عالية جدًا بحيث لا تسمح بالتكثيف. ومع ذلك، يجب أن تشكل المادة النيوترونية من الناحية النظرية مكثفات بوز أينشتاين غازية متحللة تتكون من أزواج نيوترونية تسمى النيوترونات الثنائية. في درجات الحرارة المرتفعة، تتكثف المادة النيوترونية عند وجود ضغط كافٍ، وتتصلب بضغط أكبر. توجد مثل هذه الضغوط في النجوم النيوترونية، حيث يؤدي الضغط الشديد إلى تحلل المادة النيوترونية. ومع ذلك، في ظل وجود مادة ذرية مضغوطة لدرجة الانحلال الإلكتروني، قد يتم تثبيط الانحلال- بيتا بسبب مبدأ استبعاد باولي، مما يجعل النيوترونات الحرة مستقرة. إضافةً إلى ذلك، يجب أن تؤدي الضغوط المرتفعة إلى الانحلال الذاتي للنيوترونات.
مقارنةً بالعناصر العادية، يجب أن يكون النيوترونيوم أكثر قابلية للانضغاط بسبب عدم وجود بروتونات وإلكترونات مشحونة كهربائيًا. وهذا يجعل النيوترونيوم أكثر ملاءمة من النوى الذرية (الموجبة- Z) ويؤدي لتحولها (انحلالها) إلى نيوترونيوم عبر الالتقاط الإلكتروني، وهي عملية يعتقد أنها تحدث في النوى النجمية في الثواني الأخيرة من عمر النجوم الضخمة، حيث يتم تسهيل ذلك عن طريق التبريد عن طريق انبعاث الإلكترون نيوترينو. نتيجة لذلك، قد يمتلك النيوترونيوم المنحل كثافة قدرها 4 × 1017 كغ/ م 3 [بحاجة لمصدر]، أي تقريبًا أكبر بنحو 14 قيمة أسية من المواد العادية الأكثر كثافة. من المفترض أنّ الضغوط الشديدة بقيمة تقدر بنحو 100 إلكترون فولت/ أن تحول النيوترونات لتماثل مكعبي، مما يسمح بتراصف أكبر للنيوترونات، أو يتسبب في تكوين المادة الغريبة.

## في الخيال العلمي
أصبح مصطلح النيوترونيوم شائعًا في الخيال العلمي منذ منتصف القرن العشرين على الأقل. وعادةً ما يشير المصطلح إلى شكل كثيف للغاية وقوي بشكل لا يصدق من المادة. على الرغم من أنها مستوحاة من مفهوم المادة المتحللة النيوترونية في قلب نجوم النيوترونية، إلا أن ما يُستَخدَم في الخيال العلمي لا يشبهها إلا تشابهًا سطحيًا، وعادةً ما يتم تصويرها على أنها مادة صلبة قوية للغاية في ظل ظروف شبيهة بظروف الأرض، أو تمتلك خصائص غريبة كالقدرة على التلاعب بالوقت والمكان. في المقابل، فإن جميع الأشكال المقترحة للمواد الأساسية للنجم النيوترونية هي سوائل غير مستقرة عند ضغوط أقل من تلك الموجودة في النوى النجمية. ووفقًا لأحد التحليلات، فإن النجمة النيوترونية التي تقل كتلتها عن 0.2 كتلة شمسية ستنفجر.